# Rheinische Ritterakademie

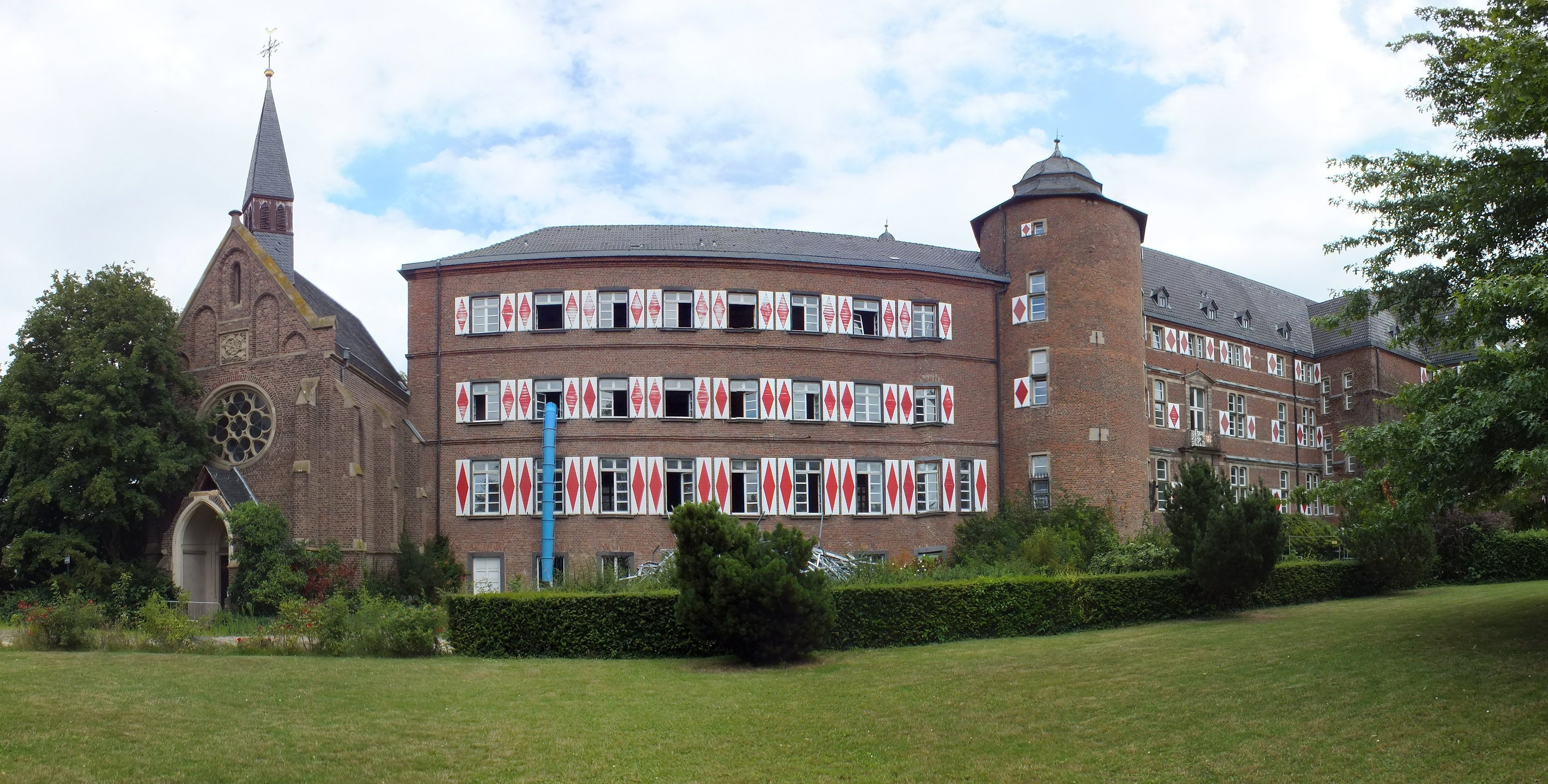
Die Rheinische Ritterakademie (Trakt links vom Turm) kurz vor dem Abriss 2011

Die Rheinische Ritterakademie war ursprünglich eine adlige Erziehungsanstalt in Bedburg und Vorläufer des heutigen Silverberg-Gymnasiums sowie des Erftgymnasiums in der Kreisstadt Bergheim.

## Vorgeschichte
1837 wurde durch König Friedrich Wilhelm IV. die Rheinische Ritterschaft (Genossenschaft des Rheinischen Ritterbürtigen Adels) als öffentlich rechtliche Körperschaft bestätigt. Voraussetzung war eine Stiftung für die Ausbildung der Söhne der Mitgliedsfamilien. Der erste Ritterhauptmann, Johann Wilhelm von Mirbach-Harff, Vorstand der „Genossenschaft des Rheinischen Ritterbürtigen Adels“ gründete mit dieser Stiftung die Ritterakademie auf Schloss Bedburg mit der Zielsetzung, adlige Söhne zur Hochschulreife zu erziehen. Das Reglement der Schule wurde durch König Friedrich Wilhelm IV. am 22. Juni 1841 offiziell bestätigt.

## Die Schule

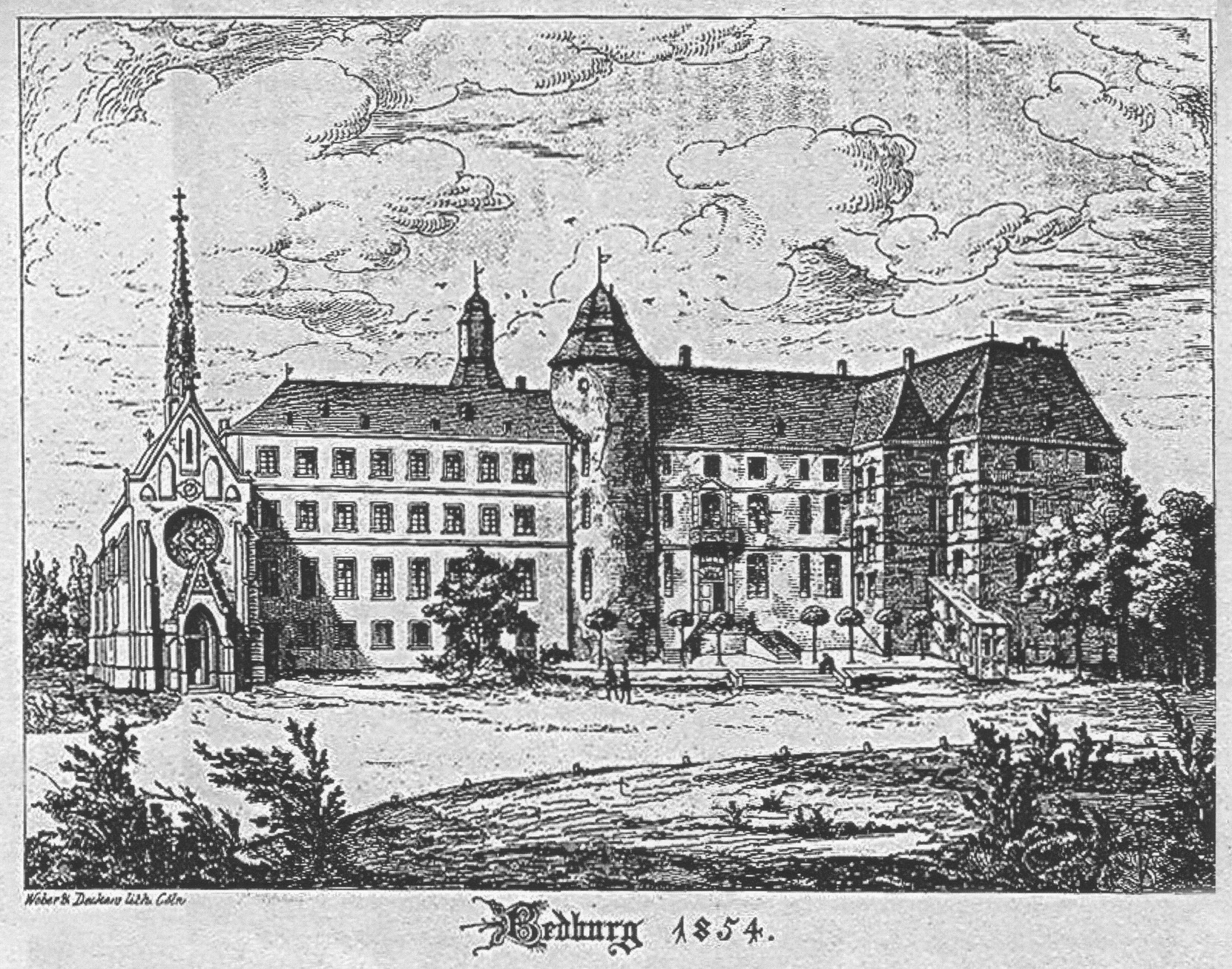
Akademie und Schloss, 1854

Die Ritterakademie sollte zunächst nur der Erziehung der Söhne des deutschen Adels dienen. Ab 1851 wurden aber auch bürgerliche katholische Schüler zugelassen, und im Laufe der nächsten Jahre überflügelte deren Zahl die der Adligen bei weitem.
Am 1. Mai 1842 fand die Eröffnung der Ritterakademie im Schloss Bedburg statt; der planmäßige Unterricht begann jedoch erst ab dem 15. Oktober mit 13 Zöglingen und acht Lehrern unter dem Schulleiter Peter Joseph Seul. Graf Johann Wilhelm von Mirbach-Harff war Ritterhauptmann und Oberdirektor der Schule. Als Vorsitzender in Kuratorium der Schule folgte ihm 1849 Ludwig Josef von Spies-Büllesheim. Sie war zu diesem Zeitpunkt die einzige Schule im Kreis Bergheim (Erft), die zum Abitur führte.
1922 zog sich die Ritterschaft aus der Schule zurück, und es entstand daraus das „städtische Realgymnasium“, das nur noch in einer Unterzeile den Namen „Rheinische Ritterakademie“ trug. 1939 während der Zeit des Nationalsozialismus schließlich wurde das Gymnasium nach Bergheim verlegt, und es blieb lediglich eine fünfklassige Zubringerschule übrig.

## Schloss
Als Schulgebäude fungierte das leerstehende Schloss, das die Ritterschaft günstig erwerben konnte.
Während der französischen Besetzung des Rheinlandes diente es als Wohnsitz für Kriegsveteranen und nach der Vertreibung der Franzosen einige Zeit als Lazarett für Augenkranke der Strafanstalt Brauweiler. Danach verfiel es zusehends. Die Genossenschaft kaufte es 1839 von der preußischen Regierung und sanierte es, wobei der viergeschossige Schultrakt mit Internatsräumen angebaut wurde.

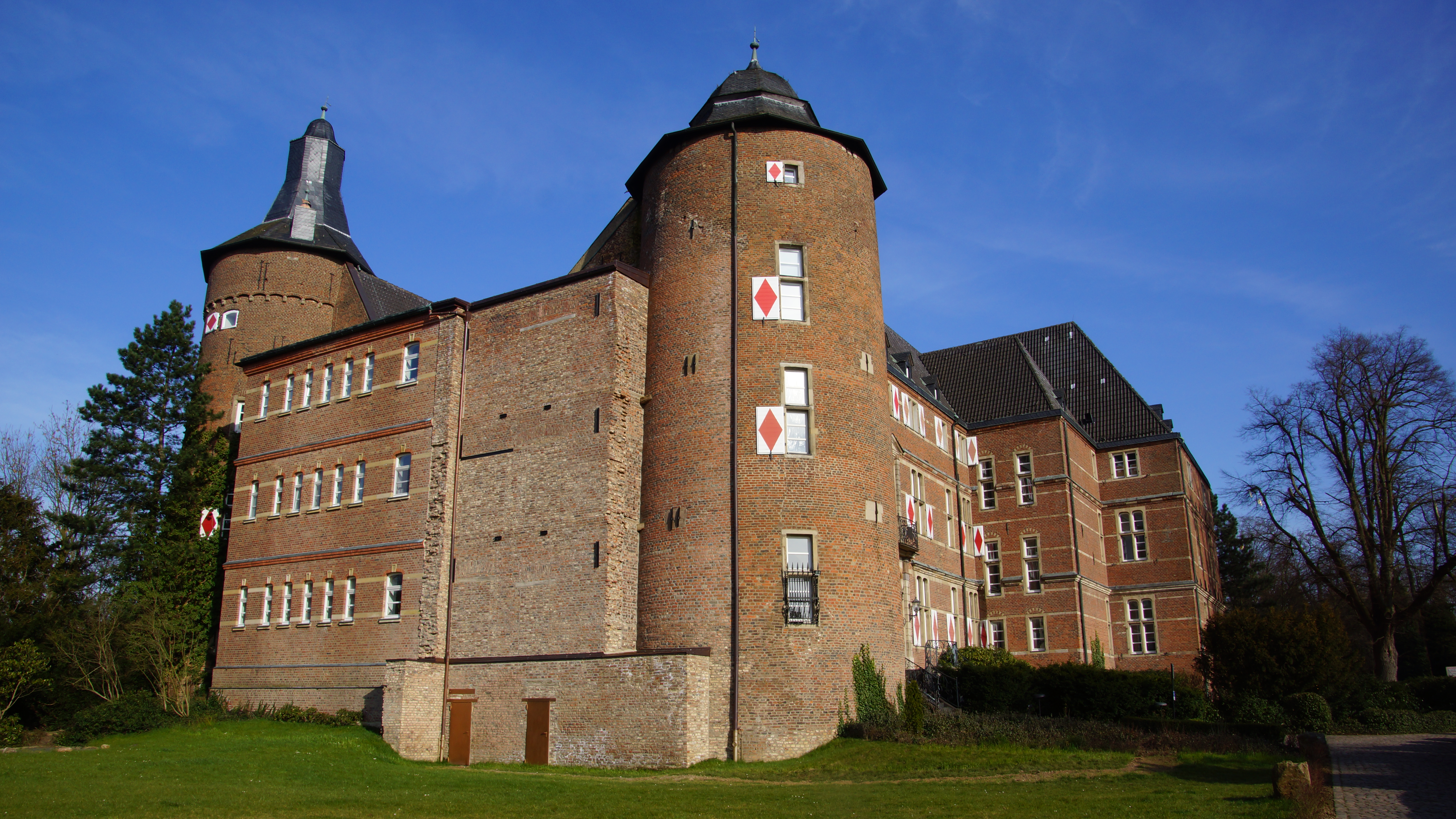
Schloss Bedburg, im Vordergrund der Platz der abgerissenen Ritterakademie

Da die Gelder für die erforderlichen Erhaltungsmaßnahmen in Höhe von 12 Millionen Euro nicht aufgebracht werden konnten, hat der Bedburger Stadtrat im August 2010 beschlossen, dem Eigentümer des Gebäudes kein Übernahmeangebot zu unterbreiten. Der Abriss der Akademie und der Kapelle begann am 25. Juli 2011.

## Persönlichkeiten
Auflistung in der Reihenfolge des Geburtsjahres

### Lehrer
- Philipp Krementz (1819–1899), Bischof von Ermland, Erzbischof und späterer Kardinal von Köln
- Heinrich Bone (1813–1893), Philologe und Pädagoge, Komponist zahlreicher Kirchenlieder
- Franz Jakob Scheuffgen (1842–1907), Dompropst in Trier
- Eduard Arens (1866–1935), Literaturhistoriker

### Schüler
- Heinrich von Droste zu Hülshoff (1827–1887), Landrat des Kreises Münster, Mitglied des westfälischen Provinziallandtages, Mitgründer der Deutschen Zentrumspartei
- Friedrich Leopold von Fürstenberg (1828–1901), deutscher Rittergutsbesitzer und Politiker
- Walter von Loë (1828–1908), Generalfeldmarschall und Adjutant des Königs von Preußen und Deutschen Kaisers
- Wilderich Graf von Spee (1830–1890), Landrat des Kreis Düsseldorf
- Ferdinand Heribert von Galen (1831–1906), Politiker der Zentrumspartei, Vater von Clemens August Graf von Galen
- Maximilian Gereon von Galen (1832–1908), Weihbischof im Bistum Münster
- Friedrich Clemens von Ketteler (1839–1906), Politiker (Zentrumspartei), Mitglied des Westfälischen Provinziallandtages, des preußischen Abgeordnetenhauses und des Reichstages
- Philipp von Arenberg (1848–1906), Domkapitular in Eichstätt
- Stephan Graf von Spee (1866–1956), Landrat des Kreises Borken, Mitglied des westfälischen Provinziallandtages
- Wilhelm Graf von Mirbach-Harff (1871–1918), deutscher Diplomat
- Josef Graf von Spee (1876–1941), Landrat des Kreises Schleiden
- Friedrich von Spee (1882–1959), Landrat des Restkreises Merzig-Wadern
- Hermann Wirtz (1896–1973), Seifenfabrikant und Gründer der Grünenthal GmbH
- Johannes Graf von Francken-Sierstorpff (1884–1945), Bergwerks- und Gutsbesitzer